# رسائل التحذير من النفايات النووية منذ فترة طويلة

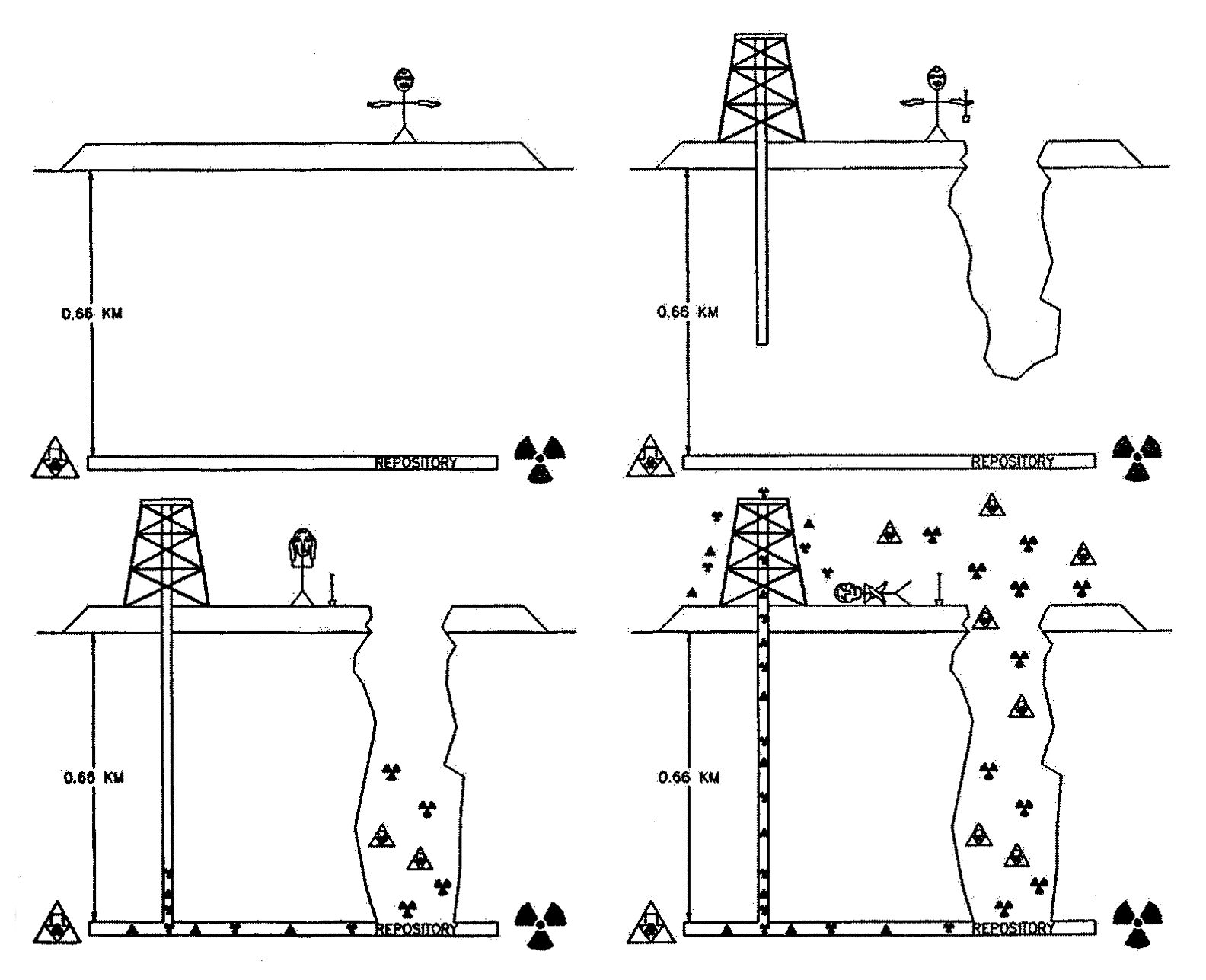
رسم تخطيطي مقترح للتحذير من مخاطر النفايات النووية المدفونة في المحطة التجريبية لعزل النفايات

تصميم مقترح لـ "علامات صغيرة تحت السطح" ليتم دفنها عشوائيًا وبأعداد كبيرة من خلال عزل النفايات

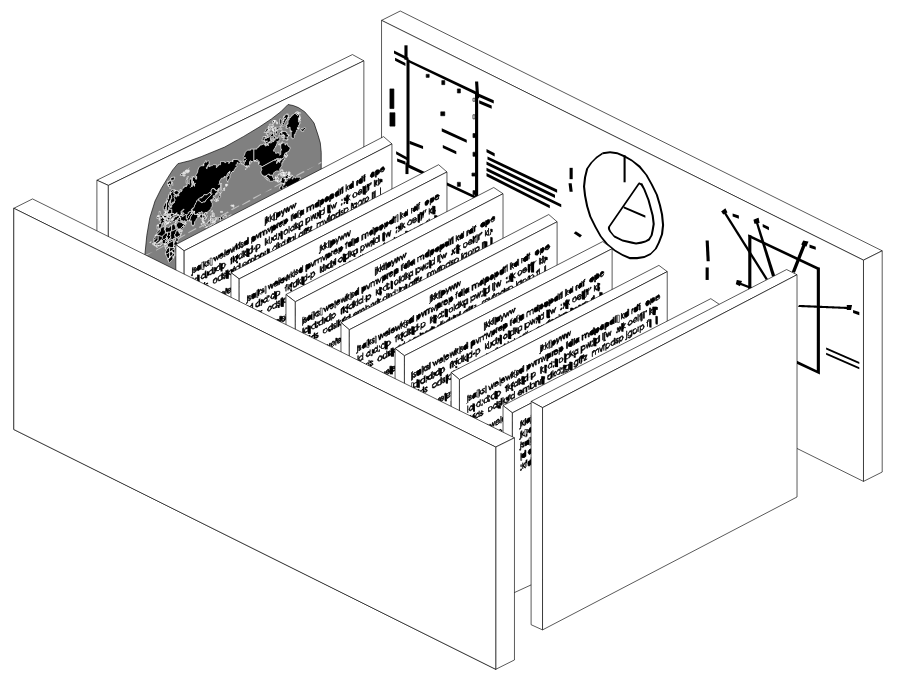
تصميم مركز معلومات لعزل النفايات

رسائل التحذير من النفايات النووية منذ فترة طويلة تهدف رسائل التحذير من النفايات النووية طويلة الأمد إلى ردع تدخل الإنسان في مستودعات النفايات النووية في المستقبل البعيد، في حدود 10000 سنة أو أكثر. علم العلامات النووية هي مجال بحث متعدد التخصصات، تم إجراؤه لأول مرة بواسطة فريق عمل التدخل البشري في عام 1981.

## نبذة
أوصى تقرير عام 1993 من مختبرات سانديا الوطنية بأن أي رسالة من هذا القبيل يجب أن تشتمل على أربعة مستويات من التعقيد المتزايد:
- المستوى الأول: معلومات أولية: «شيء من صنع الإنسان هنا»
- المستوى الثاني: معلومات تحذيرية: «شيء من صنع الإنسان هنا وهو خطير»
- المستوى الثالث: المعلومات الأساسية: يخبرنا ماذا ولماذا ومتى وأين ومن وكيف.
- المستوى الرابع: معلومات معقدة: سجلات مكتوبة ومفصلة للغاية، وجداول، وأشكال، ورسوم بيانية، وخرائط، ورسوم بيانية.[3]

## الرسالة
يهدف تقرير سانديا إلى توصيل سلسلة من الرسائل غير اللغوية لأي زائر في المستقبل لموقع النفايات. أعطت الصياغة التالية كمثال على ما يجب أن تستحضره هذه الرسائل:
- هذا المكان رسالة.. وجزء من نظام رسائل.. انتبه لها!
- كان إرسال هذه الرسالة مهمًا بالنسبة لنا. اعتبرنا أنفسنا ثقافة قوية.
- هذا المكان ليس مكانًا للشرف... لا يتم الاحتفال هنا بأي عمل محترم للغاية... لا يوجد شيء ذو قيمة هنا.
- ما هو هنا كان خطيرًا ومثيرًا للاشمئزاز بالنسبة لنا. هذه الرسالة هي تحذير من الخطر.
- الخطر في مكان معين... يزداد باتجاه المركز... مركز الخطر هنا... بحجم وشكل معين، وأسفلنا.
- لا يزال الخطر قائما في زمانك كما كان في زماننا.
- الخطر على الجسد، ويمكن أن يكون قاتل.
- شكل الخطر هو انبثاق الطاقة.
- لا يتم إطلاق العنان للخطر إلا إذا قمت بإزعاج هذا المكان فعليًا. من الأفضل تجنب هذا المكان وتركه غير مأهول.[5]

## انظر أيضًَا
- سلامة نووية
- محطة طاقة نووية
- نظام سلامة المفاعلات النووية

## روابط خارجية
- Trauth, K.M.; Hora, S.C.; Guzowski, R.V. (1 Nov 1993). "Expert judgment on markers to deter inadvertent human intrusion into the Waste Isolation Pilot Plant" (بالإنجليزية). Sandia National Labs., Albuquerque, NM (United States). DOI:10.2172/10117359. OSTI:10117359. Archived from the original on 2021-06-13. {{استشهاد بدورية محكمة}}: الاستشهاد بدورية محكمة يطلب |دورية محكمة= (help)
- "Sebastian Musch: The Atomic Priesthood and Nuclear Waste Management – Religion, Sci-fi Literature and the End of our Civilization
- WIPP Permanent Markers Implementation Plan نسخة محفوظة 26 سبتمبر 2015 على موقع واي باك مشين. for DOE Waste Isolation Pilot Plant.
- WIPP PIC Appendix
- "Distant Future Warnings: The challenges of communicating with eternity". CBC Ideas. 14 يونيو 2017. مؤرشف من الأصل في 2021-06-22.